# Carlotta Nobile
Carlotta Nobile (Roma, 20 de diciembre de 1988 - Benevento, 16 de julio de 2013) fue historiadora del arte, violinista, escritora y bloguera italiana; desde septiembre de 2010 hasta su muerte fue director artístico de la orquesta de cámara de la Academia de Santa Sofía en Benevento. Personalidad polifacética de artista y académico, entre los más populares jóvenes violinistas italianos de su tiempo, también es conocida por su testimonio de coraje en la lucha contra el cáncer y la profunda experiencia de fe alcanzada en los últimos meses de su vida, que terminó en sólo 24 años de edad.

## Carrera
De familia antigua, a los 17 años se había ya diplomado con gran éxito como violinista en el conservatorio bajo la guía del Maestro Massimo Bacci. En su breve pero intensa carrera asistió a muchas clases magistrales de violín, en particular estudió con el Maestro Pierre Amoyal de la Universität Mozarteum de Salisburgo, con el Maestro Pavel Vernikov de la Academia Internacional de Portogruaro y la Escuela de Música de Fiésole, y además con el Maestro Eugen Sârbu de Londres.

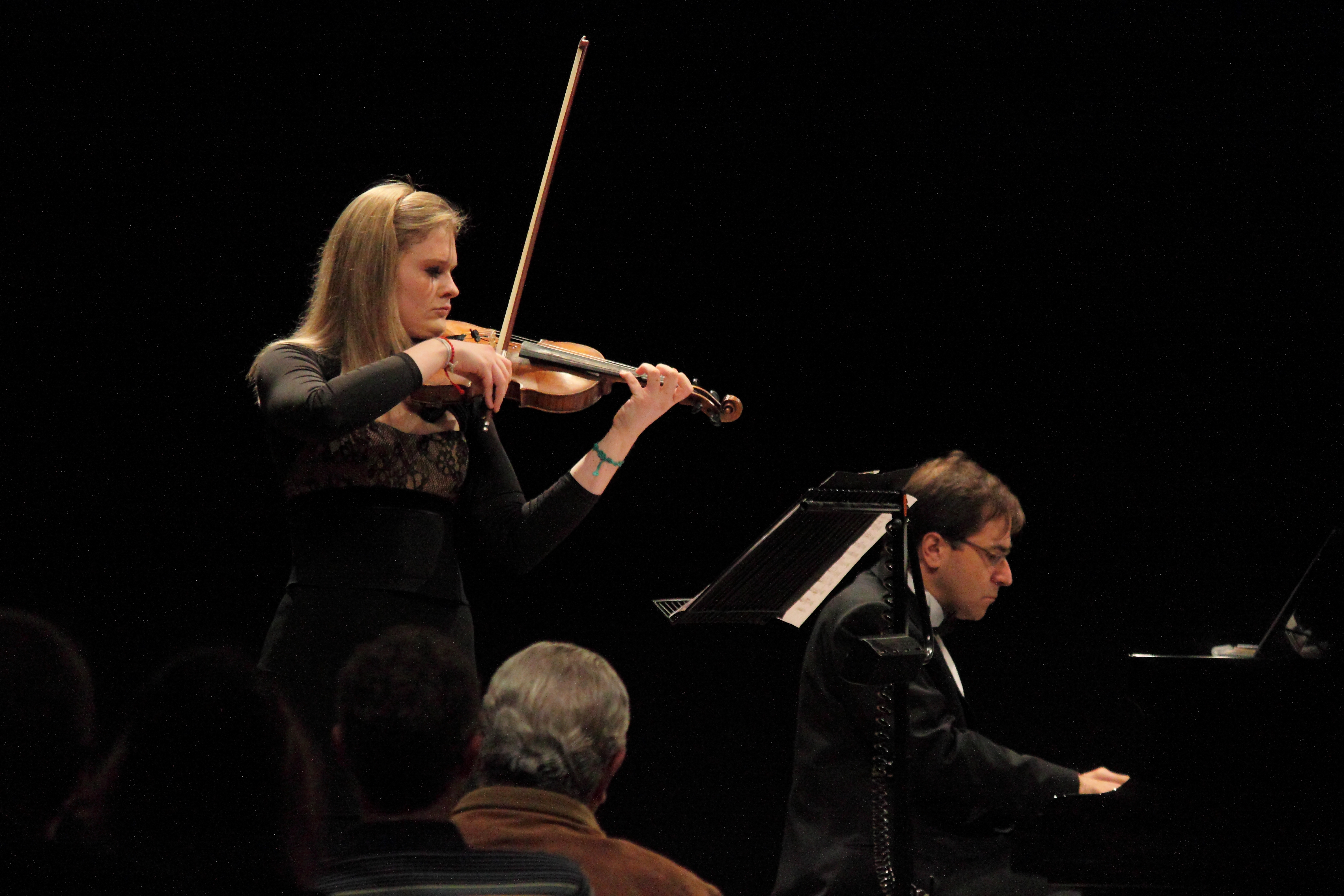
Carlotta Nobile y el pianista Marco Scolastra tocan en dúo en apoyo de la Asociación Italiana Esclerosis Múltiple en el Auditorium San Doménico de Foligno, el 7 de octubre de 2012. Foto: Francesco Fratta.

Ganó muchos concursos nacionales, incluso el Primer Premio absoluto al Concurso Nacional de Violín “F. Kreisler” de Matera (2006) y en el Concurso Nacional “Città di Viterbo” (2008), así como el Primer Premio en el Concurso Nacional Riviera della Versilia (2005). Consiguió el Diploma de “Distinguished Musician” en el International Ibla Grand Prize 2007 y la “Ernest Bloch Special Mention” en el International Ibla Grand Prize 2008. Marcello Abbado dijo de ella: “Músico excepcional, chica dulce y sensible con un extraordinario talento para la música”. Ha unido a la música, su pasión por el arte, graduándose en Estudios Histórico-Artísticos (tres años) con honores en la Universidad "La Sapienza" de Roma nel 2010 y asistiendo a la Universidad de Cambridge (Art History International Summer Courses/ 2009), "Contemporary Art" Course en el Sotheby's Institute of Art de Nueva York (2010) y el LUISS Master of Art 2011/2012 en Roma.

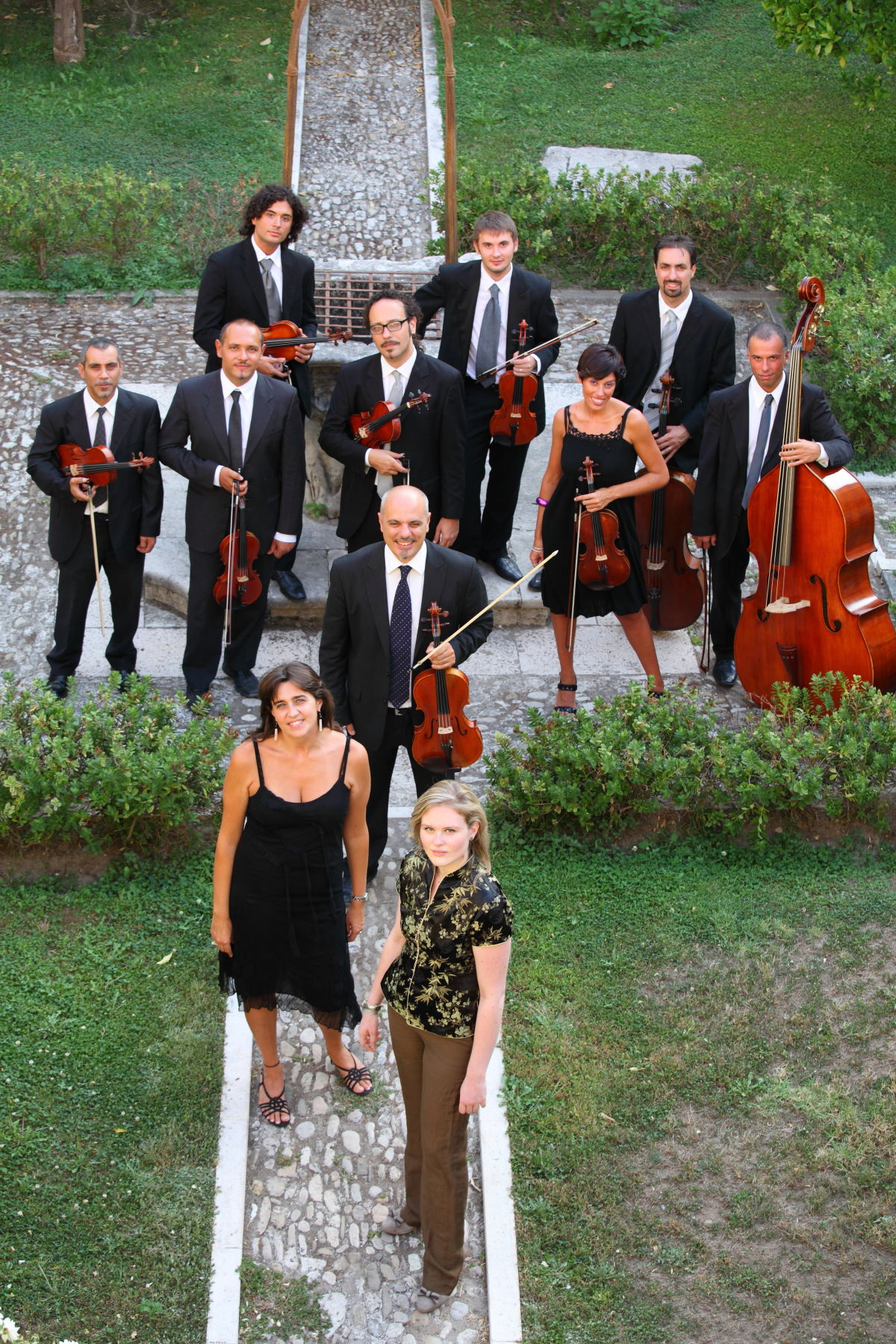
La Orquesta de cámara de la Academia de Santa Sofía en Benevento en el período de la dirección artística de Carlotta Nobile (la primera por abajo).

En diciembre de 2008 publicó su primer libro “Il silenzio delle parole nascoste” (“El silencio de las palabras escondidas”), seguido de “Oxymoron”, 2012, publicado por Aracne Editore. Durante años, se ha ocupado de la columna musical “Righe Sonore” en el sitio Quaderno.it y contrubuyó a la revista Realtà Sannita.
Con tan sólo 21 años de edad, en 2010, fue nombrada director artístico de la orquesta de cámara de la Academia de Santa Sofia en Benevento. Como primer director artístico, se consagró para la promoción de la Academia, sobre todo para su exportación fuera de las fronteras regionales, coordinando la programación de los conciertos (por la duración de tres años, nueva fórmula para todo el territorio italiano). Propuso un programa variado y ecléctico que abarca todos los géneros, de Mozart a los Beatles, de Piazzolla a Strauss, de Bach al siglo XX italiano y el siglo XVIII napolitano, granjeando muchos asentimientos y mucho éxito. Carlotta Nobile permanecerá activa como director artístico de la Academia de Santa Sofia hasta su prematura muerte. Su obra dio fundamento para la rápida entrada de la Academia en el Fondo único para el espectáculo (FUS) del Ministerio de Bienes y Actividades Culturales y Turismo. Después de su muerte, las actividades académicas se interrumpieron por tres años, para reanudar bajo la dirección artística del M° Filippo Zigante.
En su carrera ha explorado las relaxiones entre música, el arte contemporáneo y la escritura, utilizando criterios de interdisciplinariedad y de contaminación.
En 2012 en Roma fundó junto con otras jóvenes curadoras el equipo Almost Curators, que tiene, entre sus objetivos, lo de crear un punto de union entre el público de los aficionados a las artes contemporáneas y de los iniciantes. Como miembro de Almost Curators organiza algunas iniciativas y escribe varios artículos para el sitio/blog del equipo.

## El cáncer y el blog

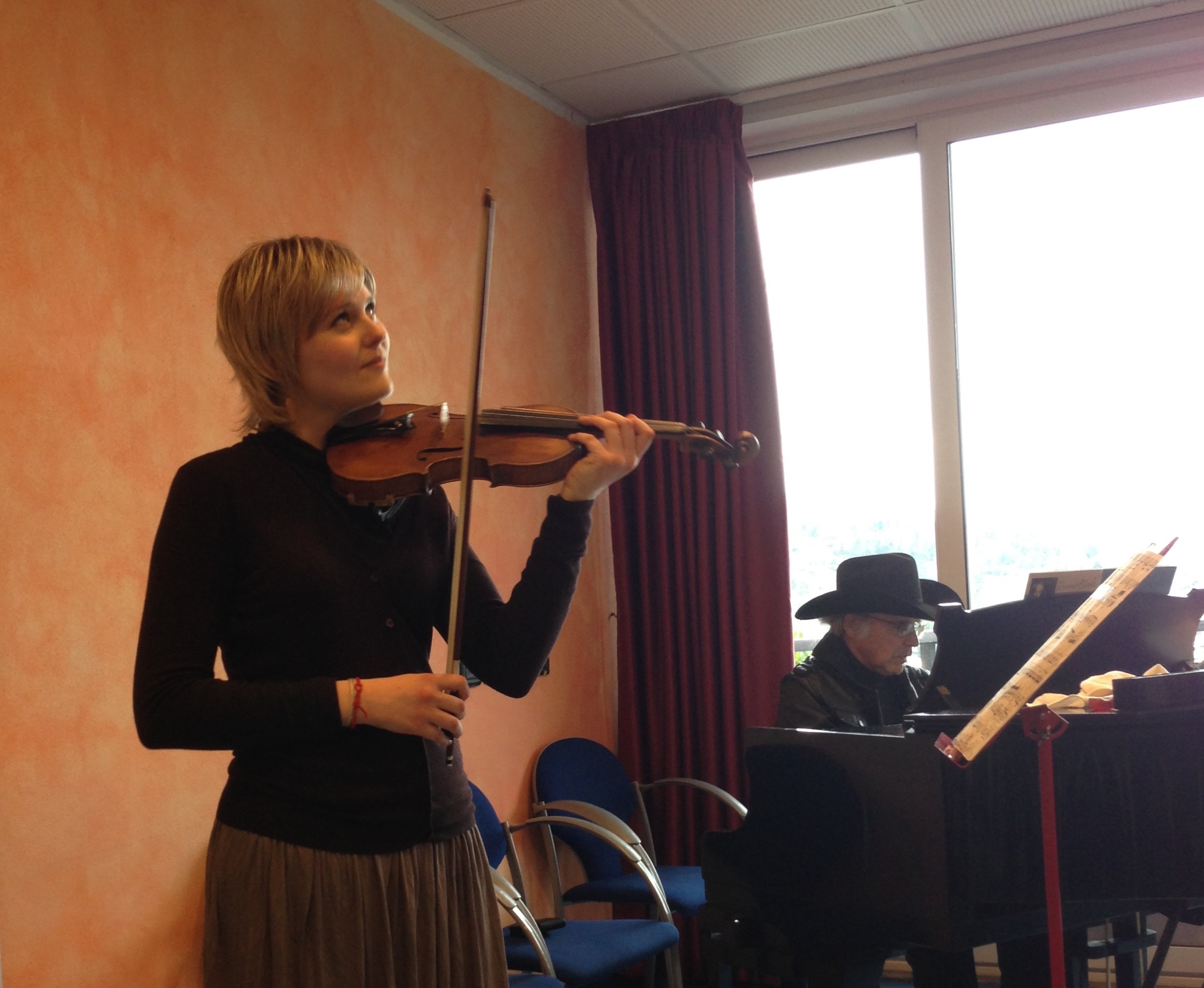
Carlotta Nobile y el pianista estadounidense Martin Berkofsky, voluntarios de Donantes de Música, tocan para los pacientes de la unidad de oncología del Hospital de Carrara, el 9 de abril de 2013. La violinista moriría tres meses más tarde, seguida por Berkofsky, que también estaba enfermo, en diciembre.

En octubre de 2011, a los 22 años, se le diagnosticó un melanoma. Afrontó a los tratamientos posibles, sostuvo viarias operaciones, mientras continuó en paralelo con su carrera musical y artística, a menudo alternando hospitales y conciertos. Sandro Cappolletto escribió de ella en el periódico La Stampa: “Cuanto más los tratamientos la debilitaban y más las diagnosis acercaban su despedida, tanto más la música se convertía en rebelión hacia su suerte, su vida real: y nunca con un descuento a la calidad”. En abril de 2012 abrió su página de Facebook “Il Cancro e Poi_” donde, de manera estrictamente anónima, había formado una comunidad de miles de personas marcadas, como ella, por el cáncer, que se identificaran con sus pensamientos y con sus reflexiones, hallando ayuda y apoyo moral. En agosto del mismo año creó también el sitio ilcancroepoi.com.

No sé siquiera cuántos centímetros de cicatrices quirúrgicas tengo. Pero los quiero todos, uno por uno, cada centímetro de piel grabada que nunca va a ser curada.
Estos van a ser los puntos de injerto de mis alas.
Carlotta Nobile, Il Cancro E Poi_

Porque quieres demostrar en primer lugar a ti misma, que se puede tener un melanoma metastásico que no se rinde, y sin embargo VIVIR, con todo lo que significa esta palabra. Vivir todas las alegrías, los proyectos, los sufrimientos, las lágrimas que 23 años de vida te regalan todos los días. Porque existe un DESPUÉS por lo que nunca vas a dejar de luchar, porque nadie puede quitarte la certeza absoluta de que – a pesar de todos los cortes, las cicatrices, las agujas en las venas, los cheques, los líquidos de contraste, las intervenciones y los sufrimientos – existe una alegría inmensa que está esperándote, tu sueño más grande que te mira desde un tiempo futuro y que está esperándote. Porque todo lo que estás viviendo, un día será rescatado. Porque, al final, la manera que tienes de mirar a la vida sólo podías lograrla así.
Carlotta Nobile, Il Cancro E Poi_, 5 de agosto de 2012

Durante la enfermedad se une como músico, tocando en dúo con el pianista estadounidense de renombre internacional Martin Berkofsky, a los "Donantes de Música", la red de solidaridad comprometida para llevar la música a las unidades de oncología italianas. En su compromiso beneficioso véase L. Fumagalli, Donatori di Musica, Edizioni Curci, 2015.

## La fe y la carta al papa
Durante los últimos meses de vida, pasó por una profunda experiencia de Fe, que se reveló de repente el 4 de marzo de 2013, al despertarse de una crisis que le causó el ingreso en hospital en Milán por unos días. El evento, que se percibido como una iluminación, lo cuenta de forma anónima Carlotta misma en su blog sobre el cáncer, en el que será su último mensaje antes de su muerte:

Estoy curada en mi alma. En un instante, en un día cualquiera, al despertarme de una crisis.
Abrí los ojos y ya era otra persona. Esto es el milagro.
Carlotta Nobile, Il Cancro E Poi_, 5 de abril de 2013

Y continua en su mensaje:

Y en un instante te das cuenta de que el cáncer era la CURA DE TU ALMA, que restableció el orden en la verdadera esencia de tu vida, que te restituyó la Fe, la esperanza, la confianza, el abandono, la conciencia que te has convertido finalmente en la persona que por toda tu vida habías hecho todo lo posible para serla y que nunca lo había sido: ¡una mujer SERENA! Entiendes que fue el cáncer a dejarte querer a ti misma, de manera incondicional, con todas tus virtudes y todos tus límites, para disfrutar cada pequeño momento, para saborear cada instante, cada olor, cada gusto, cada sensibilidad, cada palabra, cada compartición, cada pequeño fragmento de infinito condensado en un sencillo y precioso momento. Entiendes que fue el cáncer, con su tormento, con su agresividad, con su dureza, que finalmente te ha llevado a la LUZ.
Carlotta Nobile, Il Cancro E Poi_, 5 de abril de 2013

Su espiritualidad se inspiró considerablemente en la predicación de Papa Francisco y su invitación a los jóvenes a llevar la cruz con alegría (homilía del 24 de marzo de 2013).

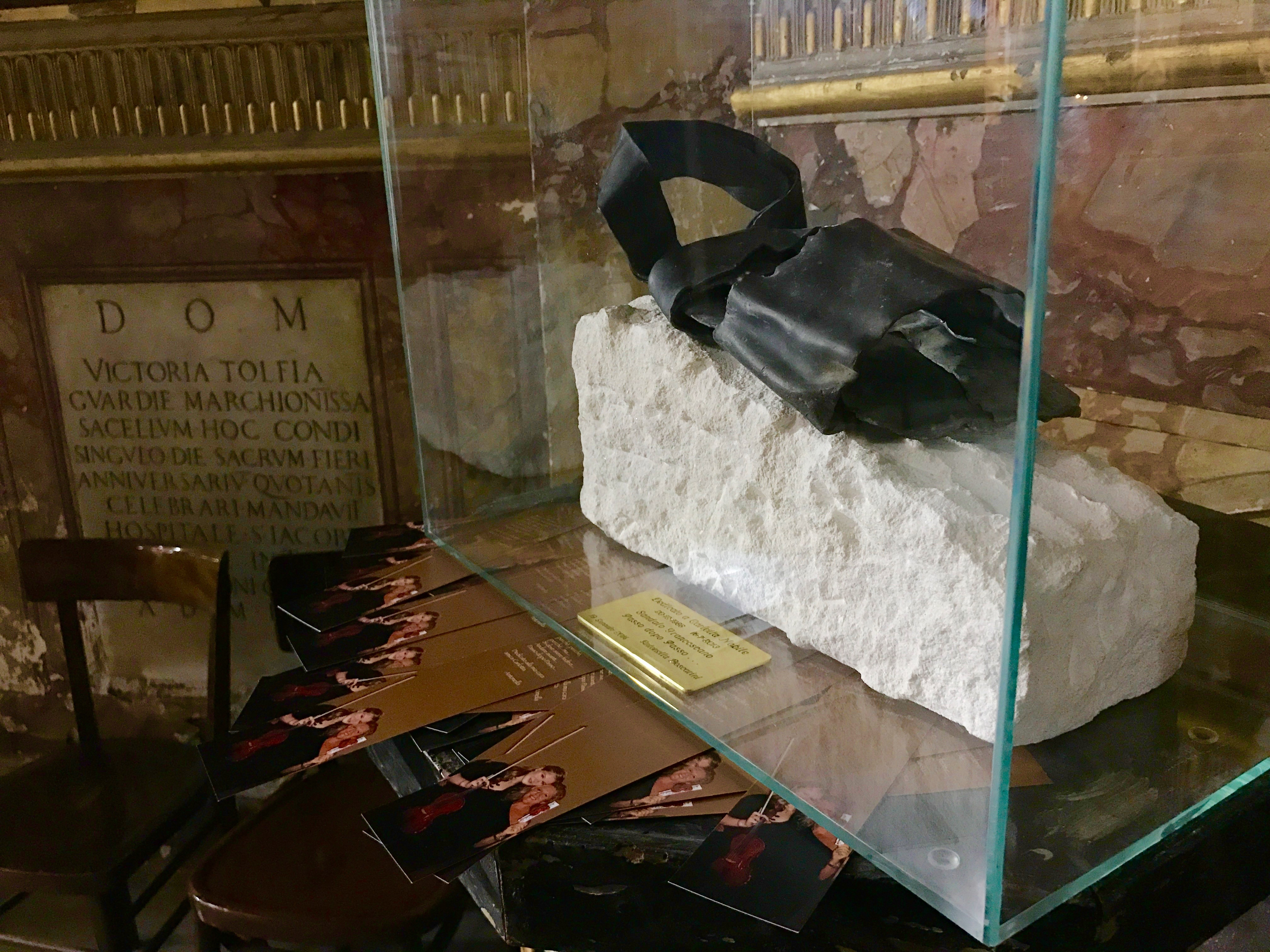
La escultura “Paso a Paso” de Antonella Boscarini, dedicada a Carlotta Nobile y donada a la Iglesia de San Giacomo en Augusta en Via del Corso (Roma), en enero de 2014. Realizada en forma de sándalo franciscano, se encuentra en la Capilla del Sagrado Corazón.

El Viernes Santo de 2013, Carlotta, deseosa de confesarse, buscaba en Roma una iglesia que no se había ya cerrado en la hora del almuerzo. La única permanecida abierta era la Iglesia de San Giacomo en Augusta, en Via del Corso. Aquí, Carlotta encontró al cura Don Giuseppe Trappolini, a quien durante un colloquio conmovedor en el que Carlotta —como dicho por Don Giuseppe— lloró por “la Alegría”, contó su historia, la lucha contro el melanoma y la serenidad demostrada escuchando las palabras de papa Francisco. El cura fue sorprendido por la coincidencia de la que el día anterior había sido acogido junto con otros sacerdotes romanos al almuerzo con el Papa y, en esa ocasión, el Santo Padre invitó a los presentes a mantener las iglesias abiertas durante todo el Viernes Santo para que cualquier pasante pudiera confesarse. Por lo tanto, Don Giuseppe contó la historia de Carlotta en una carta al pontífice y el Papa llamó a la parroquia para asegurar su oración a la chica. Entonces Carlotta escribió al Papa para comunicarle su confianza en la vida y en el encuentro on Dios. Se lee en la carta:

Querido Papa Francisco,
Tú me cambiaste la vida.
Me siento honrada y afortunada de llevar la Cruz con Alegría a los 24 años. Sé que el cáncer ha curado mi alma, desatando todos los enredos interiores, regalandome la Fe, la Confianza, el Abandono y la Serenidad, inmensos justo en el momento de mayor gravedad de mi enfermedad.
Confío en el Señor y, a pesar de mi camino difícil y atormentado, siempre reconozco Su ayuda.
Querido Papa Francisco, me cambiaste la vida.
Me gustaría hacerTe una oración... tengo un inmenso deseo de conocerTe y, es suficiente también un minuto, rezar conTigo el Padre Nuestro!
“Danos hoy nuestro pan de cada día” y “Líbranos del mal” Amén.
Dejo en las manos de Don Giuseppe este mi sueño y confío en Dios!
Reza por mí, Santo Padre. Yo rezo por ti cada día.
Carlotta
Carlotta Nobile, Carta al Papa Francisco, 12 de abril de 2013

Gracias a Don Trappolini, Carlotta estaba a punto de ver realizado el encuentro con el Papa, pero en mayo de 2013 sus condiciones empeoraron y luego regresó a Benevento, donde vivió sus últimos tres meses en la casa familiar, tiempo durante el cual se dedicó a la oración, en un estado de completa confianza, aceptación y gratitud a Dios.
Después dos años de lucha, murió a la temprana edad de 24 años. La Muerte del Ángel del violín – como los medios de comunicación y la web la rebautizaron - fue anunciada por los principales periódicos y programas de televisión nacionales.

### Testimonio de Fe

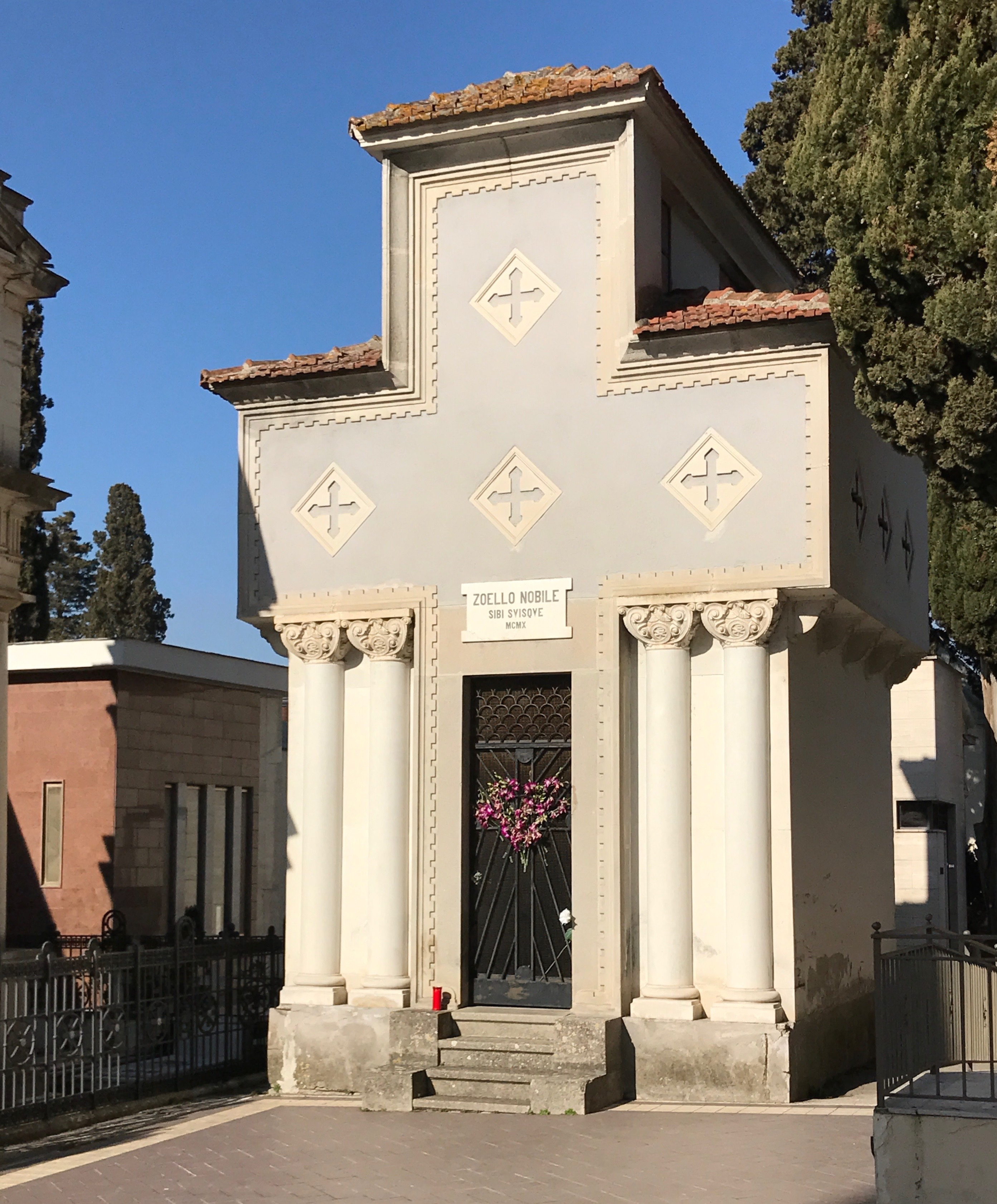
La capilla de familia, donde descansa Carlotta Nobile, en el Cementerio Municipal de Benevento.

El funeral de Carlotta Nobile se celebró en la mañana del 17 de julio de 2013 en la atestada Basílica de San Bartolomeo Apóstol, que no pudo acoger a toda la gente que llegaron para asistir al funeral. El rector de la Basílica, Mons. Mario De Santis, después de leer los escritos y los mensajes personales en los que Carlotta anunciaba serenamente la “curación” de su alma, proclamó en la homilía: “Chicos y chicas, moveos, caminad, reencontraos con vosotros! Ella había encontrado la fe. Hoy no debe ser un día de tristeza, es más, las campanas sonarán para celebrar porque, si por un lado lamentamos la pérdida de una persona, por otro lado está ofrecido el verdadero significado de la Resurrección”.
Será recordada por el Arzobispo de Benevento, Mons. Andrea Mugione: “el extraordinario ejemplo de Fe, de amor que culminó en el sacrificio”.
Su historia de Fe, contada y traducida en varias lenguas en 2016 por el sitio de noticias católico Aleteia, se ha difundido en la web y en la prensa católica en Italia (trasmitida en el telediario de TV2000, la televisión de la Conferencia Episcopal Italiana), Estados Unidos, Francia, Eslovenia, Croacia, España, México, Portugal, Brasil, India y Vietnam.
En enero de 2017, la Pastoral Universitaria del arquidiócesis de Benevento abrió la página de Facebook "Carlotta Nobile, Testimone di Fede", “Carlotta Nobile, Testigo de Fe”, para “recoger, guardar y valorizar su buen testimonio de fe, que sigue suscitando admiración y siendo consultado por muchas personas, especialmente los jóvenes de todo el mundo”.

## Reconocimientos
Le asignan en memoria, el Premio ANLAI Archivado el 14 de abril de 2014 en Wayback Machine. en septiembre de 2013 y el Premio Arechi II, establecido por la Provincia de Benevento, en junio de 2014

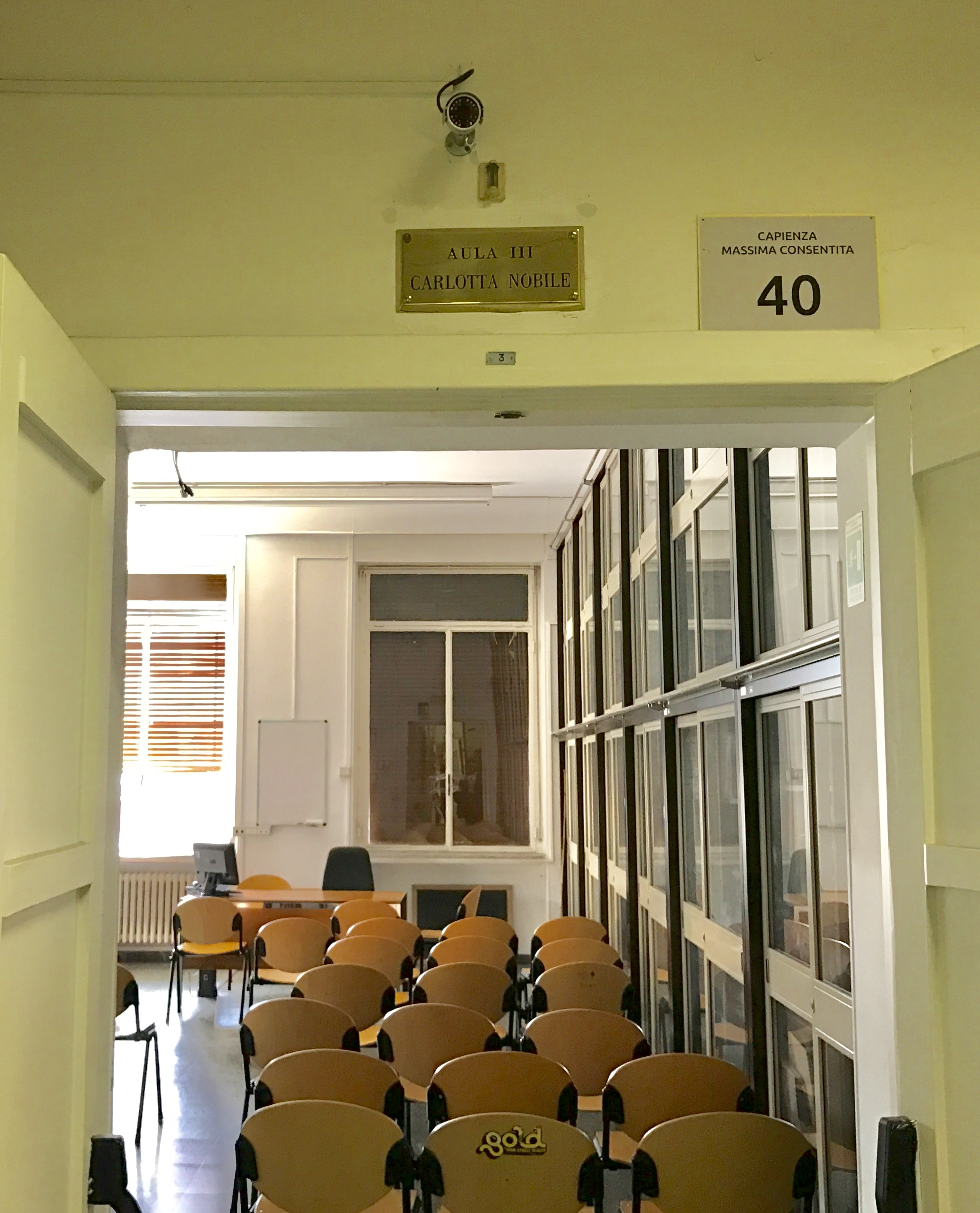
El Salón 3 “Carlotta Nobile” en el Departamento de Historia del Arte y del Entretenimiento. Universidad de Roma.

Con D. R. N. 4175/2013, la Universidad de Roma La Sapienza le asigna en memoria el título de Máster en estudios histórico-artístico, y en una solemne cerimonia, que tuvo lugar el 22 de noviembre de 2014, le intitula el Salón 3 del Departamento de Historia del Arte y Entretenimiento, por su “rafinada investigación sobre la relación entre música, escritura y arte”.
Por iniciativa de los Donantes de Música, el 6 de agosto de 2014 fue nombrado en su honor el Salón de Música en la unidad oncológica del Hospital de San Maurizio de Bolzano.

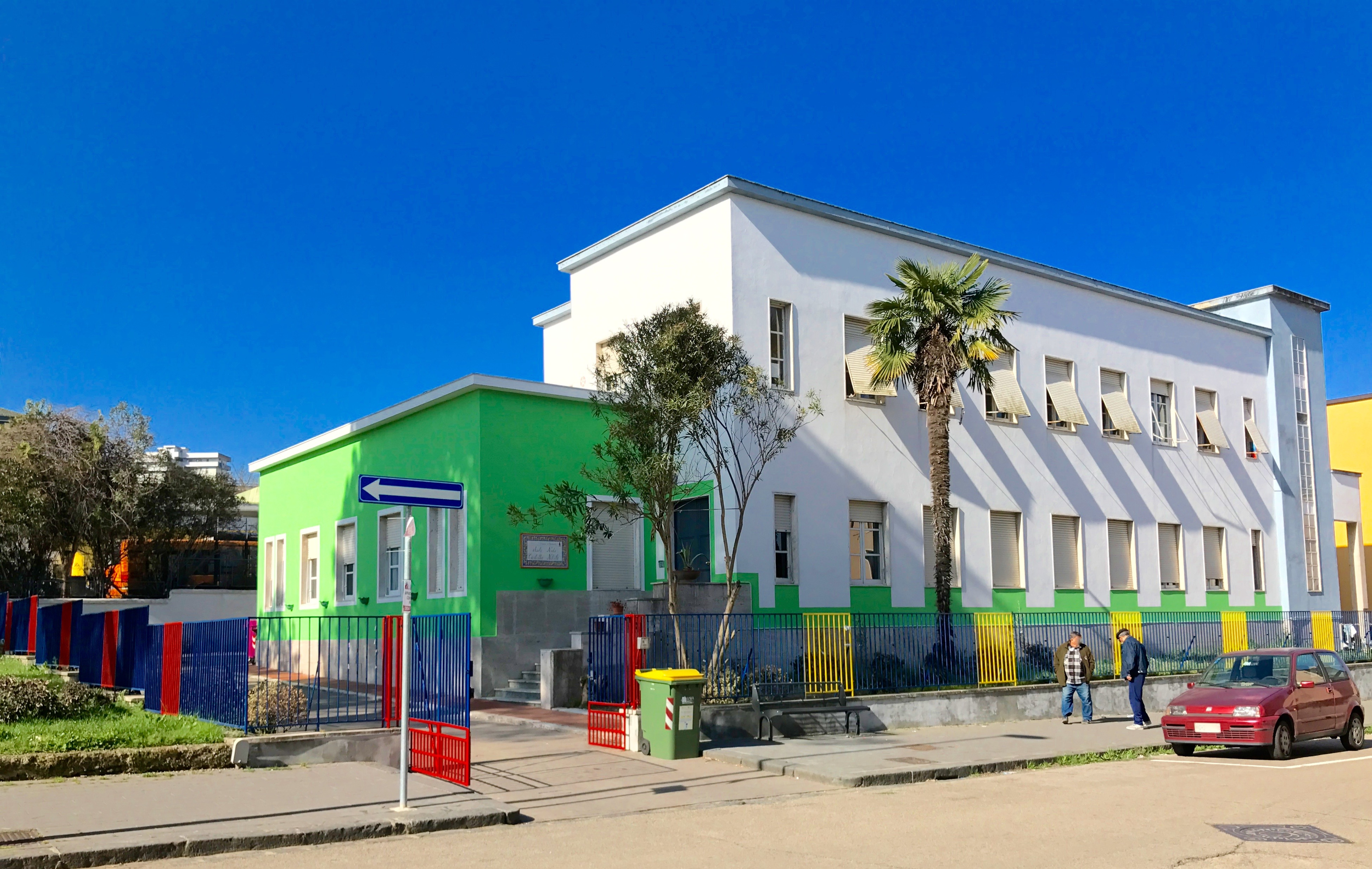
El Asilo Municipal "Carlotta Nobile", en Via Firenze en Benevento.

El 20 de septiembre de 2016, el consejo de Benevento acordó la dedicación a Carlotta Nobile del asilo municipal en Via Firenze, gracias a su “ejemplo extraordinario de fe, de amor y de vida”. La cerimonia de nombramiento tuvo lugar el 20 de diciembre de 2016, día de su cumpleaños, en presencia de las más altas autoridades civiles. En esta ocasión el alcalde Clemente Mastella declaró: “la dedicación del asilo a Carlotta Nobile es para nosotros un acontecimiento muy importante. Carlotta es un ejemplo positivo que nos acuerda del mismo espíritu resistente que a menudo nos rememora Papa Francisco: se ha enfrentado a las adversidades con gran fortaleza de ánimo y valor. El suyo es un ejemplo para toda nuestra comunidad”.
El 4 de marzo de 2017, en presencia del Ministro de Educación, Universidad e Investigación Valeria Fedeli y la más alta autoridad civil, militar y religiosa de la ciudad, el Conservatorio de Benevento Nicola Sala, durante la inauguración del año académico, dedica una sala del instituto a Carlotta Nobile.
El 31 de octubre de 2013 el pianista Martin Berkofsky (con él que Carlotta compartí su compromiso en los Donantes de Música), en la que será una de las últimas exhibiciones ante su muerte, quiso recordar a Carlotta con un concierto que tuvo lugar en Milano en la Sociedad del Jardín, interpretando piezas religiosas de Franz Liszt.
La Asociación “Centro de Estudios Carlotta Nobile” nació el 12 de febrero de 2015, con el deseo de continuar la obra cultural y artística para los jóvenes, con la dedicación al nombre de Carlotta de un Centro de Estudios – que recoge su biblioteca – y la promoción de iniciativas relacionadas con sus pasiones y a sus investigaciones culturales. Entre las otras actividades, la asociación, con el patrocinio y el apoyo científico y de organización del Departamento de Historia del Arte y Entretenimiento de la Universidad “La Sapienza” ha publicado en octubre de 2015 el "Premio Carlotta Nobile" Archivado el 29 de julio de 2016 en Wayback Machine., consistente en 5.000 euros a conferir al autor del trabajo de fin de carrera (máster o especialista) que trate una cuestión relativa a la relación entre música e historia del arte.

## Publicaciones
- Il silenzio delle parole nascoste (“El silencio de las palabras escondidas”), Carlotta Nobile, Aletti, 2008, ISBN 88-7680-675-X
- Oxymoron, Carlotta Nobile, Aracne, 2012, ISBN 88-548-5110-8